# Елисавет Захариаду
Елисавет Захариаду (на гръцки: Ελισάβετ Ζαχαριάδου) е гръцка историчка, османистка и тюрколожка.

## Биография
Родена е в 1931 година в македонския град Солун, Гърция, в семейство на бежанци от Юргюп, Кападокия. На 13 година влиза в комунистическата Национална общогръцка огранизация на младежите. С края на Гражданската война в 1949 година започва следването си във Философския факултет на Атинския университет. Работи като професорка по тюркология в катедрата по история и археология на Философския факултет на Критския университет между 1985 и 1998 година. След това учи с държавна стипендия в Училището за ориенталски и африкански изследвания в Лондон, където учи тюркология – турски, османски турски и старотурски при известния австрийски тюрколог Пол Витек, избягал от нацистите във Великобритания. В 1960 година в Солун е публикувана докторската ѝ дисертация „Хрониката на турските султани (по Codex Barberinus Graecus 111 и италианският му оригинал)“ (Το Χρονικό των Τούρκων Σουλτάνων (του βαρβερινού ελληνικού κώδικα 111 και το ιταλικό του πρότυπο)). След военния преврат в Гърция от 1967 година заедно със съпруга си, византиниста Никос Икономидис се присъединяват към съпротивителната група Демократична отбрана. При разгрома на групата в 1969 година, двамата успяват да избягат в Париж, а след това в Канада, откъдето се връщат в Гърция през 80-те години и Елисавет Захариаду започва да преподава в катедрата по История и археология на Критския университет. Елисавет Захариаду и Василис Димитриадис са и основатели на програмата по турски изследвания в Института за средиземноморски изследвания на Фондацията за изследвания и технологии и отговарят за работата му от 1987 до 1998 година.
Приносите на Захариаду са основно в областта на тюркологията и историята на османците и Османската империя, но също засягат и областта на късновизантийската история, особено връзките на Византия и турците, венецианската история и новогръцката история.
Захариаду става почетен доктор от Анкарския университет в 1990 година и член на Академия Еуропеа в 1994 година.
В 1991 година излиза важната книга на Елисавет Захариаду „История и легенди на старите султани (1300–1400)“, посветена на паметта на Никос Своронос.